# Petite Honnelle
Die Petite Honnelle ist ein kleiner Fluss der in Frankreich, in der Region Hauts-de-France, (Département Nord) sowie in Belgien, in der Region Wallonien (Provinz Hennegau) verläuft.
Sie entspringt in Frankreich, unter dem Namen Ruisseau de la Noire Bouteille im nördlichen Gemeindegebiet vom Taisnières-sur-Hon, entwässert generell Richtung Nordwest, bildet streckenweise die Grenze zu Belgien, betritt bei Erquennes endgültig belgisches Hoheitsgebiet und mündet nach rund 19 Kilometern im Gemeindegebiet von Quiévrain als rechter Nebenfluss in den Hogneau, der in Belgien Grande Honnelle genannt wird.

## Orte am Fluss
(Reihenfolge in Fließrichtung)
- La Folie, Gemeinde Hon-Hergies, F
- Erquennes, Gemeinde Honnelles, BE
- Fayt-le-Franc,  Gemeinde Honnelles, BE
- Montignies-sur-Roc,  Gemeinde Honnelles, BE
- Andregnies,  Gemeinde Honnelles, BE
- Baisieux,  Gemeinde Quiévrain, BE
- Quiévrain, BE